# Andreas Landgren
Jan Andreas Mauricio Landgren, född 17 mars 1989 i Helsingborg, är en svensk före detta fotbollsspelare.

## Biografi

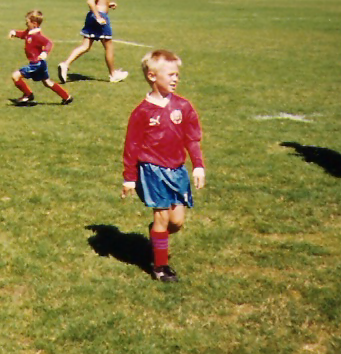
Andreas Landgren under Listorpscupen i Helsingborg den 12 augusti 1995.

Landgren har spelat i Helsingborgs IF från fyra års ålder. Han är son till förre HIF-spelaren Sven-Åke Landgren och debuterade i allsvenskan den 26 oktober 2006. Han togs tidigt ut till pojklandslaget och senare till juniorlandslaget och var kapten i alla matcher han spelade för de två lagen. År 2008 gjorde han debut i U21-landslaget som innermittfältare. I slutet av samma år togs han ut till A-landslaget under dess januariturné i USA 2009. Han debuterade genom ett inhopp i matchen mot Mexiko 28 januari, där Sverige vann med 1–0. Landgren togs senare det året ut till truppen till U21-EM 2009 i Sverige och var med i startelvan i träningsmatchen mot Polen den 5 juni.
7 juni 2009 blev det klart att Landgren skulle gå till Serie A-klubben Udinese efter säsongen. Han spelade inga tävlingsmatcher för klubben.
Den 22 januari 2014 återvände Landgren hem till Helsingborgs IF, efter två år i Norge och ett i Halmstads BK. 2015 blev han utsedd till årets HIF:are. Landgren har även varit fackligt ombud för spelartruppen i HIF. Efter säsongen 2023 valde han att avsluta sin fotbollskarriär.